# Allan Kaprow

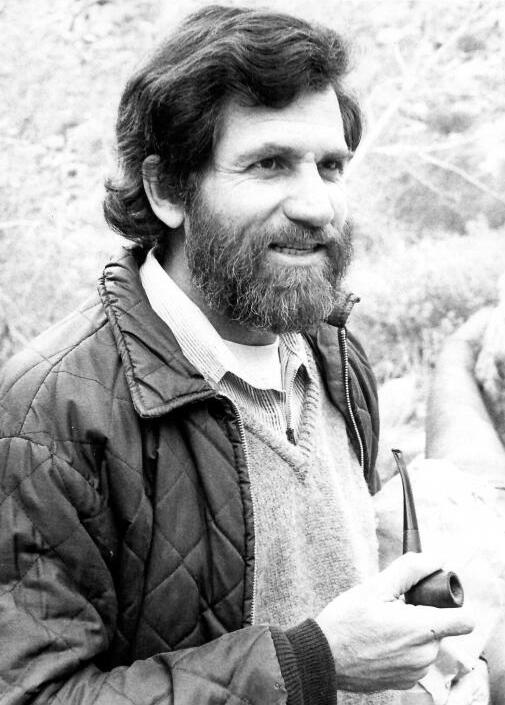
Allan Kaprow (1973)

Allan Kaprow (* 23. August 1927 in Atlantic City; † 5. April 2006 in Encinitas bei San Diego) war ein US-amerikanischer Künstler und Kunsttheoretiker der Aktionskunst. Auf ihn geht die Bezeichnung „Happening“ zurück.

## Leben
Kaprow studierte Kunst, Kunstgeschichte und Komposition. Er wurde stark von dem Komponisten John Cage beeinflusst und suchte den abstrakten Expressionismus eines Jackson Pollock zu überwinden.
Im Zentrum seiner Kunst standen Raum und Geste. Er veranstaltete zusammen mit George Maciunas, George Brecht und Al Hansen erste Happenings in New York (in der Reuben Gallery) und fertigte Environments an. Seine kunsttheoretische Schriften enthalten wichtige Thesen zu Environment, Happening und Intermedia Art.

## Werk
Kaprow gilt als Vater des Happenings, ein Kunstbegriff, den er 1958 in New York prägte. Happenings waren hybride Formen avantgardistischer Performances – ohne erkennbare Dramaturgie und mit collagenhaft, oftmals gleichzeitig organisierten Ereignissen, mit verwischten Grenzen zwischen Performern und Publikum, die Sinne ansprechend, offen gegenüber Zufall und Improvisation sowie den sie umgebenden, alltäglichen Gegebenheiten – bei denen verschiedenste Kunstmedien (Malerei, Musik, Tanz, Theater) als gewöhnliche Alltagsobjekte (Zeitung, Lärm, Körperbewegungen, alltägliche Beschäftigungen) getarnt und zu theaterähnlichen Events zusammengefügt wurden.
Seit 1958 wurden mehr als 250 von Allan Kaprows Happenings und Activities realisiert u. a. von wichtigen Institutionen wie dem Museum of Modern Art (New York), dem Walker Art Center (Minneapolis), dem MIT (Cambridge, MA), dem Centre Georges Pompidou (Paris) und der documenta in Kassel.
Im Oktober 2006 bot das Haus der Kunst in München eine Retrospektive seiner Werke. Der Nachlass von Allan Kaprow wird von der Galerie Hauser & Wirth vertreten.

## Happenings
1958
- Communication Happening (New Brunswick/New Jersey)

1959
- 18 Happenings in 6 Parts (New York)

1962
- Chicken (Philadelphia)
- The Courtyard (New York)

1964
- Eat (New York)

1965
- Calling (New York)
- Soap (Sarasote/Florida)

1966
- Gas (New York)
- Self-Service (Boston, New York, Los Angeles, 1966)

1967
- Fluids

1968
- Travelog (New York)

1971
- City Works (Bochum)

1972
- BTU Basic Thermal Units (Bochum, Essen, Duisburg)

1976
- Seven Kinds of Sympathy (Wien)

1981
- Happening der falschen Photos (Die Zeit, 20. März 1981)[1]

2005
- Fluids (Basel)

## Environments
- Penny Arcade (1956)
- Untitled Environment (1958)
- Yard (1961)
- Words (1962)

## Schriften
- The Legacy of Jackson Pollock. In: Art News. Band 57, Oktober 1958.
- Happenings in the New York Scene. In: Art News. Mai 1961.
- Assemblage, Environments and Happenings. 1966.
- Some Recent Happenings. (= A Great Bear Pamphlet. No. 7). New York 1966. (Neuausgabe: ubuclassics 2004 pdf 592k)
- Untitled Essays and Other Works. (= A Great Bear Pamphlet. [No. 16]). New York 1967. (Neuausgabe: ubuclassics pdf 796k)
- The Shape of the Art Environment. In: ArtForum. vol. 6, no. 10, 1968, S. 32–33.
- The Education of the Un-Artist, Part I. In: Art News. Februar 1971.
- The Education of the Un-Artist, Part II. In: Art News. Mai 1972.
- The Education of the Un-Artist, Part III. In: Art in America. Januar 1974.
- Essays on the Blurring of Art and Life. University of California Press, Berkeley 1993, ISBN 0-520-07066-6.
- Fluids. König, Köln 2005, ISBN 3-88375-996-1.